# Король десертів (1+1)
Король десертів — це українське кондитерське шоу, яке транслюється на каналі 1+1. Переможець шоу отримує звання короля десертів та головний приз.

## Про проект
Нове кондитерське шоу на 1+1 познайомить із талановитими українськими кондитерами, які змагаються за звання Короля десертів. Суддями проекту, які оцінюватимуть кондитерські вміння учасників, стали справжні професіонали кулінарної справи та ресторанного бізнесу. У реаліті «Король десертів» кулінари проходитимуть випробування, змагаючись у створенні видовищних кондитерських виробів та доводячи свій талант та майстерність.

## Судді
Стефан Вайттинадан - шеф-кухар європейських ресторанів, відмічених зірками Мішлен, а також ресторану п’ятизіркового київського готелю InterContinental, корінний парижанин, який вже 15 років працює в Києві; Тетяна Вербицька - засновниця найавторитетнішої кондитерської школи в Україні, Київської Міжнародної Кулінарної Академії, авторка книги «Елегантність та духовка»; а також голова Асоціації кондитерів України - Кирило Сміян, бізнесмен та засновник популярної мережі іменних кондитерських.
| Журі               | Сезон    |
| Журі               | 1 (2018) |
| ------------------ | -------- |
| Володимир Остапчук | Ведучий  |
| Стефан Вайттинадан | Журі     |
| Тетяна Вербицька   | Журі     |
| Кирило Сміян       | Журі     |

## Сезони
| Сезон | Період трансляції                            | Переможник        | Фіналіст        | Вибули                                                                                         | Кількість учасників | Ведучий            | Журі                                               | Зйомки  |
| ----- | -------------------------------------------- | ----------------- | --------------- | ---------------------------------------------------------------------------------------------- | ------------------- | ------------------ | -------------------------------------------------- | ------- |
| 1     | З 5 вересня 2018 рік — по 24 жовтня 2018 рік | Олег Чередниченко | Рузанна Щербина | Руслан Вичеров, Антон Линда, Наталія Микуліч, Марина Собко, Валентина Краєвська, Ігор Андріяш. | 8                   | Володимир Остапчук | Стефан Вайттинадан, Тетяна Вербицька, Кирило Сміян | Україна |

## 1 сезон
| Учасник             | Рідне місто | Вік | Професія                                                                     | Місце |
| ------------------- | ----------- | --- | ---------------------------------------------------------------------------- | ----- |
| Олег Чередниченко   | Миколаїв    | 34  | Політолог за фахом, бізнесмен за родом діяльності та кондитер за покликанням | 1     |
| Рузанна Щербина     | Харків      | 26  | Кондитер-самоучка                                                            | 2     |
| Руслан Вичеров      | Одеса       | 42  | Шоколатьє із 20-річним досвідом роботи по всьому світу                       | 3     |
| Антон Линда         | Луцьк       | 32  | Професійний кухар                                                            | 4     |
| Наталія Микуліч     | Вінниця     | 27  | Домогосподарка та домашній кондитер                                          | 5     |
| Марина Собко        | Умань       | 23  | Шеф-кондитер                                                                 | 6     |
| Валентина Краєвська | Чаусове     | 76  | Кондитер-легенда з 40-річним досвідом                                        | 7     |
| Ігор Андріяш        | Дніпро      | 47  | Менеджер з продажів макаронної фабрики                                       | 8     |

### Випуски
| Учасниці            | Ефір             | Ефір             | Ефір             | Ефір             | Ефір             | Ефір             | Ефір             | Ефір             |
| Учасниці            | 1-й вип. (05.09) | 2-й вип. (12.09) | 3-й вип. (19.09) | 4-й вип. (26.09) | 5-й вип. (03.10) | 6-й вип. (10.10) | 7-й вип. (17.10) | 8-й вип. (24.10) |
| ------------------- | ---------------- | ---------------- | ---------------- | ---------------- | ---------------- | ---------------- | ---------------- | ---------------- |
| Олег Чередниченко   | Кастинг          | Найкращий        | Пройшов          | Номінація        | Номінація        | Пройшов          | Пройшов          | 1 місце          |
| Рузанна Щербина     | Кастинг          | Найкраща         | Пройшла          | Пройшла          | Номінація        | Пройшла          | Номінація        | 2 місце          |
| Руслан Вичеров      | Кастинг          | Номінація        | Номінація        | Імунітет         | Пройшов          | Номінація        | Пройшов          | Вибув            |
| Антон Линда         | Кастинг          | Найкращий        | Пройшов          | Номінація        | Пройшов          | Номінація        | Вибув            |                  |
| Наталія Микуліч     | Кастинг          | Пройшла          | Пройшла          | Номінація        | Пройшла          | Вибула           |                  |                  |
| Марина Собко        | Кастинг          | Найкраща         | Імунітет         | Вибула           |                  |                  |                  |                  |
| Валентина Краєвська | Кастинг          | Пройшла          | Вибула           |                  |                  |                  |                  |                  |
| Ігор Андріяш        | Кастинг          | Вибув            |                  |                  |                  |                  |                  |                  |